# Thunderbolt (videogioco)
Thunderbolt, scritto anche ThunderBolt e Thunder Bolt su schermo, è un videogioco sparatutto a scorrimento pubblicato nel 1987 per Commodore 64 dalla Codemasters. Il giocatore pilota un velivolo futuristico simile a un biplano contro altri velivoli di varie epoche. Uscì come titolo a basso costo e ottenne valutazioni mediamente sufficienti dalla critica, venendo spesso considerato simile a Uridium come meccanica di gioco.

## Modalità di gioco
Thunderbolt è uno sparatutto con visuale dall'alto e scorrimento orizzontale libero in entrambe le direzioni. L'aereo del giocatore, i cui colori cambiano a seconda del livello, può essere rivolto a destra o sinistra e può viaggiare a diverse velocità orizzontali. Quando decelera molto effettua automaticamente un looping e cambia il verso di orientamento. Come arma è dotato di un doppio sparo frontale illimitato e di alcune smart bomb, che eliminano istantaneamente tutti i nemici visibili.
I nemici sono formazioni di velivoli, tra cui aerei uguali a quello del giocatore, elicotteri e diversi tipi di oggetti volanti fantascientifici (secondo la descrizione cartacea, nel futuro una bomba temporale ha risucchiato nella stessa battaglia mezzi provenienti da varie epoche). Nei livelli più avanzati compaiono anche velivoli in grado di sparare e carri armati. Sugli scenari ci sono inoltre edifici, rocce e barriere sui quali l'aereo può andare a sbattere, danneggiandosi e rimbalzando indietro. Progredendo nel gioco gli ostacoli possono anche formare strettoie e passaggi complessi. Gli scontri con i nemici e con gli ostacoli riducono la barra del carburante dell'aereo, che cala gradualmente anche col passare del tempo, e quando la si esaurisce è game over.
In ogni livello si inizia dall'estremità sinistra dello scenario e l'obiettivo è arrivare a una pista di atterraggio dalla parte opposta, accessibile dopo che è apparso il messaggio runway clear. Il carburante viene ripristinato a ogni nuovo livello.